# Río Delgado
Río Delgado är en ort i Mexiko.   Den ligger i kommunen Heroica Ciudad de Tlaxiaco och delstaten Oaxaca, i den sydöstra delen av landet, 290 km sydost om huvudstaden Mexico City. Río Delgado ligger 2 124 meter över havet och antalet invånare är 396.
Terrängen runt Río Delgado är huvudsakligen kuperad, men söderut är den bergig. Runt Río Delgado är det ganska glesbefolkat, med 22 invånare per kvadratkilometer. Närmaste större samhälle är Heroica Ciudad de Tlaxiaco, 5,7 km norr om Río Delgado. I omgivningarna runt Río Delgado växer huvudsakligen savannskog.